# 22026 Lindabillings
22026 Lindabillings este o planetă minoră (asteroid), cu un diametru de 10,434 km, din centura de asteroizi. A fost descoperită pe 5 decembrie 1999 la Catalina Station⁠(d) de Catalina Sky Survey. 
Obiectul prezintă o orbită caracterizată de o semiaxă mare de 3,0546046 UAi, o excentricitate de 0,19, o înclinație de 9,27695 ° în raport cu ecliptica.